# Kim Jong-il Looking at Things
Kim Jong-il Looking at Things (deutsch: „Kim Jong-il beim Betrachten von Sachen“) ist ein Blog, das sich satirisch mit Kim Jong-il auseinandersetzt, dem im Jahr 2011 verstorbenen ehemaligen obersten Machthaber Nordkoreas.

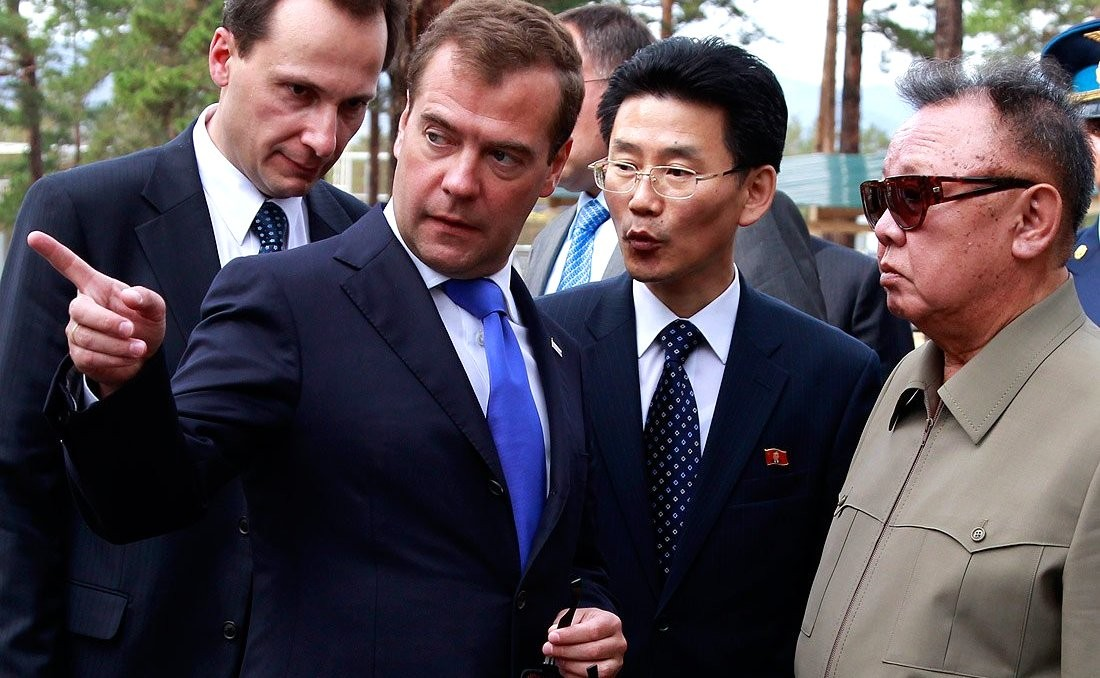
Kim Jong-il schaut auf Dmitri Medwedews Zeigefinger

## Inhalt
Das bei tumblr beheimatete Blog des portugiesischen Art Directors João Rocha zeigt die offiziellen Bilder der nordkoreanischen Nachrichtenagentur Korean Central News Agency, die Kim bei seinen zahlreichen Besichtigungen in Nordkorea darstellen, und versieht diese mit kurzen Bildunterschriften.
Hunderte Fotos bilden einen ausdruckslosen Kim Jong-il ab, der inmitten einer Delegation verschiedene Gegenstände von Gummistiefeln über Landwirtschaftsprodukte bis hin zu Computern betrachtet. Kim trägt dabei immer nahezu identische Kleidung und zeigt kaum verschiedene Körperhaltungen. Rocha selbst meint, die Komik und damit der große Erfolg lägen darin, jemanden, der in den Medien außerhalb Nordkoreas stets als böse porträtiert wird, dabei zu sehen, wie er etwas so Harmloses tut, wie irgendwelche Dinge zu betrachten. Während Propaganda normalerweise danach trachte, ihr Objekt überlebensgroß zu gestalten, sei die propagandistische Absicht dieser offiziellen Fotos, so Rocha, den in Nordkorea als Halbgott beschriebenen Kim im Kontakt mit gewöhnlichen Menschen zu zeigen. Der Kontrast zwischen Überhöhung (innerhalb des Landes) und Verdammung (außerhalb Nordkoreas) einerseits und den sehr trivialen Gegenständen andererseits sorge für eine unfreiwillige Komik. Über Nordkorea lerne man aber nur, dass die Fabriken vor Besuchen Kims gründlich geputzt würden.

## Geschichte
Das Blog ging am 26. Oktober 2010 online. Rocha hatte die Idee, nachdem er Propagandafotos von Kim auf der Website The Big Picture des Boston Globe gesehen hatte. In der thematischen Bildersammlung standen einige dutzend nahezu identische Fotos von Kim Jong-il hintereinander, in der er mit sehr ähnlichem Gesichtsausdruck und in identischer Kleidung verschiedene Gegenstände betrachtete. Auch nach dem Tod Kims führte Rocha das Blog weiter, da er noch 375 Propagandafotos Kims im Archiv hatte. Mitte Dezember 2012 wurde das letzte Bild hochgeladen.
Kim Jong-il Looking at Things hatte 2011 etwa 500.000 Besucher im Monat. Tumblr-Gründer David Karp nannte es eines seiner Lieblingsblogs auf Tumblr. Die Daily Mail veröffentlichte als Tribut an das Blog im März 2011 eine eigene Galerie mit Bildern Kims, der Sachen anschaut. Sie folgte damit dem Fotoblog von MSNBC, das bereits im Dezember 2010 eine ähnliche Tributserie brachte. Die Onlineausgabe des Atlantics beschrieb eine echte Propagandaserie der KCNA als nordkoreanische Variante von Kim Jong-il Looking at Things.
Als der Tod Kims öffentlich bekannt wurde, stiegen die Zugriffszahlen auf 300.000 am Tag. Dies sorgte auch in deutschsprachigen Medien durch eine Meldung der dpa für Berichterstattungen. Das Blog löste zahlreiche Parodien und Nachahmer aus, zu den Karikierten gehörten unter anderem Karl-Theodor zu Guttenberg, Christian Wulff und Christopher Lauer; in Österreich auch Gerhard Dörfler. Nach dem Tod Kim Jong-ils tauchten gleich mehrere Blogs mit Kim Jong-Un Looking at Things („Kim Jong-Un beim Betrachten von Sachen“) auf, die auf Jong-ils Sohn und neuen nordkoreanischen Machthaber Kim Jong-un Bezug nehmen, ebenso wie ein Blog Kim Jong-Il Haunting Things („Kim Jong-il bespukt Sachen“).